# Traugott Ochs

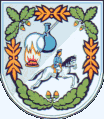
Escut de la ciutat de Altenfeld on va néixer Traugott Ochs

Traugott Ochs (Altenfeld, Turíngia, 19 d'octubre de 1854 - Berlín, 27 d'agost de 1919) fou un compositor i organista alemany.
Fou deixeble de W. Stade a Altemburg i de Max Erdmannsdörfer, i des de 1879 fins al 1880 estudià a l'Institut reial de Berlín. El 1880 va aconseguir la càtedra de música a Neuzelle, el 1883 la plaça d'organista de Wismar i el 1893 la de director de l'Associació Musical de Brünn i el 1900 director de la banda municipal de Bielefeld, on fundà un conservatori. Des de 1907 a 1910 fou mestre de capella i director del Conservatori de Sondershausen.
Va compondre diverses obres corals, entre elles Deutsches Aufgebot, per a veus d'homes i orquestra; peces per a orgue; un Rèquiem, etc., a més se li deuen, un mètode de cant coral per a veus d'home.